# 566 (ユニット)
「566」は、小室哲哉がレギュラーを務める日本テレビ系列番組『コムロ式』からデビューが決まった音楽ユニットである。

## 概要
当番組放送期間内のみTM NETWORKのオフィシャルサポーターとして活動した。グループ名は「小室」を数字化したもの。所属レーベルは、小室が立ち上げたTRUE KiSS DiSC。小室が、かつての弟子である浅倉大介が藤井隆をプロデュースしヒットさせたのを受け「自分もお笑い芸人でユニットを作る」と番組でオーディションを開催。小室自らが選出した5人でユニットを結成された。
TM NETWORKがリリースした楽曲のパロディバージョンとしてデビューシングルでカバーするが、オリコンチャート順位は190位。これは小室が制作した数々の楽曲の中で、オリコン100位に到達しない楽曲となった。
2枚目のシングル時に、フィーチャリングとして中野さゆりが加入。日本テレビ系アニメ『金田一少年の事件簿』のオープニングテーマになりオリコン順位は56位。デビューシングルの惨敗から大幅に順位をアップさせた。

## メンバー
- ファンキーモンキークリニック
- 一歩（チュチュチュファミリー）
- YOSH（Shamo）
- モンゴル

## ディスコグラフィ
- ハッピーです x3 ロンリーです x3 （2000年1月26日） - TM NETWORK「Happiness×3 Loneliness×3」の歌詞を変更したカバー
  - 作詞：小室みつ子・566　作曲・編曲：小室哲哉
- Never Say Why, Never Say No / 566 featuring 中野さゆり（2000年8月9日） 
  - 作詞：小室みつ子　作曲・編曲：小室哲哉